# Estelle Harris
Estelle Harris, geboren Nussbaum, (New York, 22 april 1928 – Palm Desert (Californië), 2 april 2022) was een Amerikaanse (stem)actrice. Ze is het bekendst van haar rol in de langlopende tv-komedie Seinfeld als Estelle Costanza, die met een zeer karakteristieke stem sarcastische opmerkingen maakte tegen haar zoon George Costanza (Jason Alexander) en haar man Frank Costanza (Jerry Stiller). 
Ze had een rol in onder meer Once Upon a Time in America en Stand and Deliver. In 2005 en 2006 was Harris te zien in The Suite Life of Zack & Cody. Hierin speelde ze de luie werkster Muriel. Daarna was ze in 2011 te zien in Sonny with a Chance als zichzelf. Ze speelde ook gastrolletjes in veel televisieseries, onder meer in Married... with Children, Law & Order, Family Guy, ER en Sunset Beach.
Haar stem is bekend van Mrs Potato Head uit Toy Story 2, Toy Story 3 en Toy Story 4 en als Mama Lipsky in Kim Possible. Ook Thelma uit The Proud Family is haar stem. Ze was ook als stemacteur actief in Brother Bear, Paniek op de Prairie, Tarzan II, Queer Duck: The Movie, Teacher's Pet.

## Persoonlijk
Estelle Nussbaum groeide op in Manhattan en later in Pennsylvania. Ze trouwde in 1953 met de verkoper Sy Harris. Ze was moeder van twee zonen en een dochter en was actief in het amateurtheater, waar ze als een talent werd ontdekt. Pas nadat haar kinderen waren opgegroeid, halverwege de jaren tachtig, maakte ze serieus werk van een professionele carrière als actrice, eerst in succesvolle tv-commercials. Ze  woonde in diverse plaatsen in Californië en stierf twintig dagen voor haar 94e verjaardag in haar huis in Palm Desert.
- Gemeinsame Normdatei: 125475752X
- Library of Congress Control Number: no2002039290
- MusicBrainz: bdde6b4c-490a-4bec-b7b2-d5a875f14135
- Nationale Bibliotheek van Israël: 987008914689905171
- Virtual International Authority File: 2421159156318312180008